# Distrito de Bad Doberan
El Distrito de Bad Doberan (en alemán: Landkreis Bad Doberan) fue un Landkreis (distrito) de Alemania ubicado al noroeste del estado federal de Mecklemburgo-Pomerania Occidental. Limitaba al norte con el mar Báltico. Los distritos vecinos eran al este el Distrito de Pomerania Septentrional, al sur el Distrito de Güstrow y al oeste el Distrito de Mecklemburgo Noroccidental. La ciudad independiente de Rostock se ubica cercana al noroeste del territorio del distrito. La ciudad Bad Doberan es la capital del distrito.

## Geografía
Al sur del territorio del distrito de Bad Doberan fluye el río Warnow.

## Historia
El distrito de Bad Doberan se definió territorialmente el 12 de julio de 1994, por la fusión de los antiguos distritos de Bad Doberan y Rostock-Land así como el Amt Schwaan procedente del disuelto distrito de Bützow. Desapareció en 2011.

## Composición del distrito

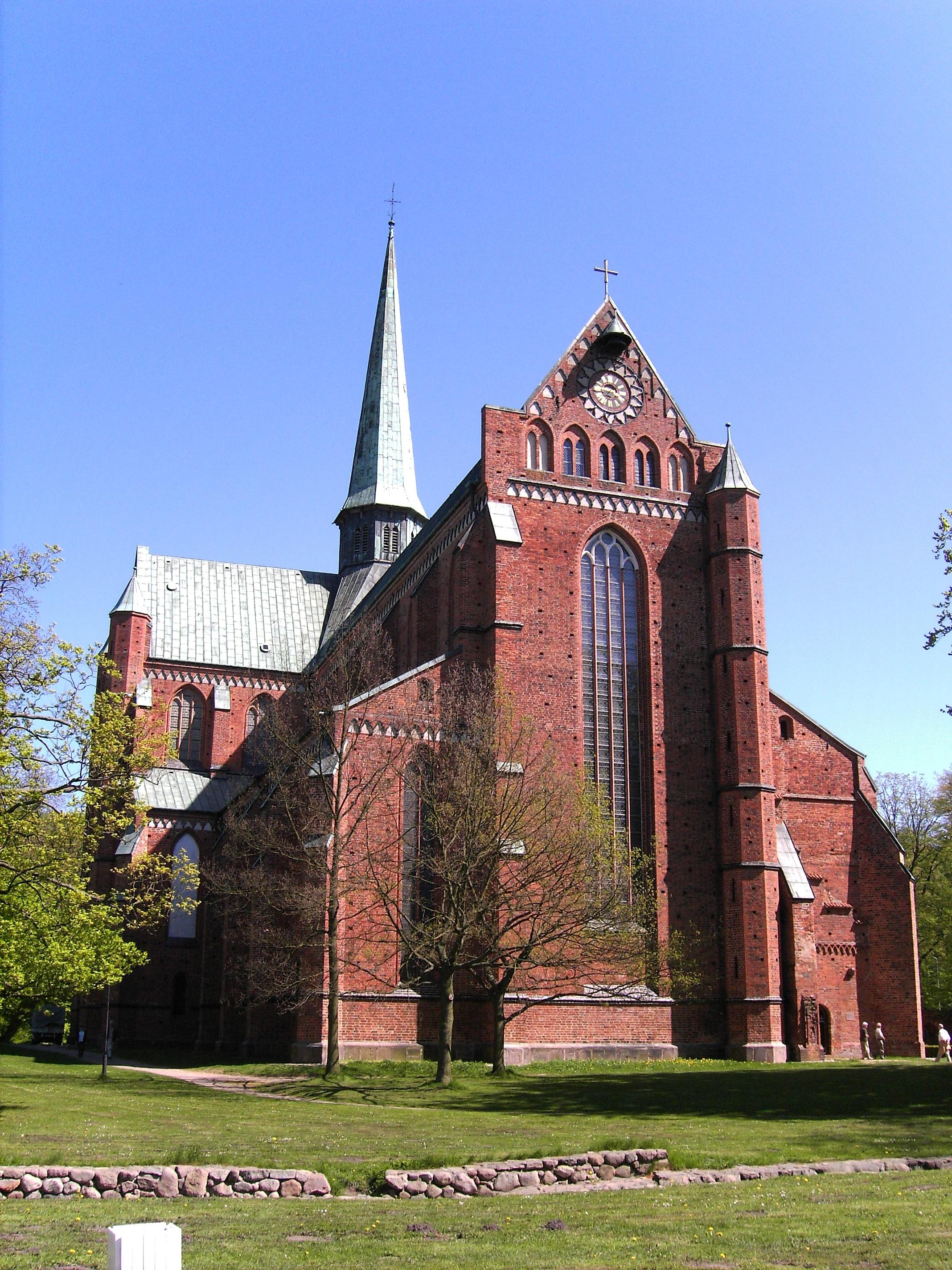
Vista del Minster.

(Número de Habitantes a 30 de junio de 2006)
| Municipios/Ciudades - 1. Bad Doberan, ciudad * (11.424) - 2. Graal-Müritz (4.241) - 3. Kröpelin, ciudad (5.027) - 4. Kühlungsborn, ciudad (7.345) - 5. Neubukow, ciudad * (4.270) - 6. Sanitz (5.895) - 7. Satow (5.906) |

Comunidad de Municipios/Ciudades (Amt)
| Posición de la Administración * | | |
| - 1. Amt Bad Doberan-Land [Sitz: Bad Doberan] 1. Admannshagen-Bargeshagen (2.866) 2. Bartenshagen-Parkentin (1.270) 3. Börgerende-Rethwisch (1.739) 4. Hohenfelde (845) 5. Nienhagen (1.765) 6. Reddelich (883) 7. Retschow (1.000) 8. Steffenshagen (500) 9. Wittenbeck (759) - 2. Amt Carbäk 1. Broderstorf * (3.012) 2. Klein Kussewitz (752) 3. Mandelshagen (273) 4. Poppendorf (753) 5. Roggentin (2.612) 6. Steinfeld (604) 7. Thulendorf (544) | - 3. Amt Neubukow-Salzhaff [Sitz: Neubukow] 1. Alt Bukow (556) 2. Am Salzhaff (501) 3. Bastorf (1.143) 4. Biendorf (1.312) 5. Carinerland (1.221) 6. Kirch Mulsow (362) 7. Rerik, ciudad (2.370) - 4. Amt Rostocker Heide 1. Bentwisch (2.565) 2. Blankenhagen (882) 3. Gelbensande * (1.794) 4. Mönchhagen (1.093) 5. Rövershagen (2.465) - 5. Amt Schwaan 1. Benitz (385) 2. Bröbberow (508) 3. Kassow (391) 4. Rukieten (343) 5. Schwaan, ciudad * (5.329) 6. Vorbeck (340) 7. Wiendorf (789) | - 6. Amt Tessin 1. Cammin (854) 2. Gnewitz (222) 3. Grammow (202) 4. Nustrow (161) 5. Selpin (550) 6. Stubbendorf (142) 7. Tessin (4.086) 8. Thelkow (502) 9. Zarnewanz (414) - 7. Amt Warnow-Ost 1. Damm (657) 2. Dummerstorf * (2.647) 3. Kavelstorf (1.215) 4. Kessin (1.474) 5. Lieblingshof (704) 6. Prisannewitz (615) - 8. Amt Warnow-West 1. Elmenhorst/Lichtenhagen (4.242) 2. Kritzmow * (3.212) 3. Lambrechtshagen (2.967) 4. Papendorf (2.463) 5. Pölchow (978) 6. Stäbelow (1.318) 7. Ziesendorf (1.361) |